# 苏州 (隋至北宋)
苏州，隋朝时始置，辖区在今江苏省、浙江省和上海市境内。今江苏省苏州市由此得名。
开皇九年（589年），隋朝消灭南陈，废吴郡，改吴州为苏州，以姑苏山得名。隋炀帝大业元年（605年），复改苏州为吴州。大业三年（607年），又改吴州为吴郡。唐朝武德四年（621年），唐军平定江南，改吴郡为苏州。为江南东道治所，丝织手工业中心。下辖七县：吴县、长洲县、嘉兴县、昆山县、常熟县、海盐县、华亭县。包括今天江苏省苏州市、常熟市以东，浙江省桐乡市、海盐县东北和上海市。
唐朝末年，藩镇割据，最终钱镠在898年占领苏州。五代十国时，为吴越国辖州。后梁开平三年（909年），吴越国析吴县置吴江县。后唐同光二年（924年），吴越国于嘉兴县建开元府。吴越王钱镠去世，废开元府，各县归杭州、苏州。后晋天福三年（938年），析嘉兴县置崇德县，同时置秀州，嘉兴县、海盐县，华亭县及崇德县隶之。因此在后晋之后只剩下上述江苏部分和上海的宝山区、嘉定区。下辖五县：吴县、长洲县、常熟县、昆山县、吴江县。
978年，末代吴越王钱俶向北宋纳土。宋徽宗政和三年（1113年）改为平江府，元朝为平江路，明朝、清朝时为苏州府，近代以来为苏州市。
| 唐朝苏州辖县 | 唐朝苏州辖县                                               |
| ------------ | ---------------------------------------------------------- |
| 618年        | 吴县、常熟县、昆山县                                       |
| 624年        | 吴县、常熟县、昆山县（新设嘉兴县，海盐县来属）             |
| 625年        | 吴县、常熟县、昆山县、海盐县（废除嘉兴县）                 |
| 627年        | 吴县、常熟县、昆山县（废除海盐县）                         |
| 634年        | 吴县、常熟县、昆山县（重设嘉兴县）                         |
| 696年        | 吴县、常熟县、昆山县、嘉兴县（新设长洲县）                 |
| 711年        | 吴县、常熟县、昆山县、嘉兴县、长洲县（重设海盐县）         |
| 712年        | 吴县、常熟县、昆山县、嘉兴县、长洲县（废除海盐县）         |
| 717年        | 吴县、常熟县、昆山县、嘉兴县、长洲县（重设海盐县）         |
| 751年        | 吴县、常熟县、昆山县、嘉兴县、长洲县、海盐县（新设华亭县） |

## 刺史
| 唐朝苏州刺史 - 闻人嗣安（621年） - 李廉（621年—622年） - 薛通（622年—623年） - 王荣（623年—624年） - 李世嘉（624年） - 陆孜（贞观初年） - 张有德（贞观年间） - 李元祥（637年—645年） - 李元婴（652年） - 王胄（上元年间） - 李孝廉（677年—678年） - 李明（680年） - 郎余庆（唐高宗时） - 李上金（684年—685年） - 李贞（685年） - 袁谊（697年） - 苏幹（武周时） - 胡元礼（706年） - 张义方（开元初年） - 梁惟忠（开元初年） - 张廷珪（718年—719年） - 李无言（729年） - 钱惟正（733年） - 沈从道（开元年间） - 吴从众（740年） - 张均（740年） - 段同泰（开元年间） - 邓武迁（开元年间） - 梁知微（开元年间） - 阴崇（开元年间） - 许韶伯（开元年间） - 杨志（开元年间） - 庄肃（开元年间） - 任昭庆（开元年间） - 昭理（唐玄宗时） - 吴郡太守 | - 李希言（756年—758年） - 郑炅之（758年） - 韦黄裳（758年—759年） - 张义方（上元初年） - 杨持璧（760年） - 韦之晋（761年） - 殷日用（761年—762年） - 李丹（762年—763年） - 李岵（763年—765年） - 韦元甫（765年—768年） - 李栖筠（768年—771年） - 李涵（772年—777年） - 李道昌（778年—779年） - 韩滉（780年—781年） - 李复（781年—782年） - 杜佑（782年，未任） - 王遘（建中年间） - 张丹元（建中末年—贞元初年） - 孙成（785年—788年） - 韦应物（788年—790年） - 齐抗（791年—792年） - 崔衍（792年—793年） - 李士举（793年—794年） - 頔（794年—796年） - 韦夏卿（796年—800年） - 宋俨（贞元年间） - 裴澄（贞元末年） - 杜兼（805年，未任） - 田敦（元和初年） - 李素（807年—810年） - 范传正（811年—812年） - 张正甫（812年—813年） - 元锡（813年—815年） - 崔倰（816年—817年） - 崔恭（817年—818年） - 王仲舒（818年—820年） - 李应（820年） - 韦觊（821年） | - 李德裕（822年） - 李谅（822年—825年） - 白居易（825年—826年） - 狄兼谟（827年—828年） - 陆亘（828年—829年） - 崔蔇（830年—831年） - 刘禹锡（831年—834年） - 卢周仁（834年—835年） - 胡德言（大和年间） - 卢商（836年—837年） - 李道枢（837年—839年） - 李款（839年） - 姚弘庆（开成末年—会昌初年） - 王卿（843年） - 杨汉公（844年—845年） - 卢简求（846年—848年） - 曹琼（849年） - 韦曙（851年） - 杨发（854年） - 裴夷直（856年—857年） - 崔钧（857年） - 赵杰（咸通初年） - 张无逸（咸通年间） - 崔璞（869年—870年） - 冯衮（咸通年间） - 李绘（875年—876年） - 张搏（876年） - 周慎辞（877年） - 杨茂实（882年—884年） - 赵载（884年，未任） - 王蕴（884年—光启初年） - 王抟（光启初年） - 张雄（886年—887年） - 徐约（887年—889年） - 沈粲（889年） - 杜孺休（889年—890年） - 李友（890年） - 沈粲（890年） | - 钱銶（892年） - 成及（894年—896年） - 臺濛（896年—898年） - 曹圭（898年—907年） - 宗琼 - 李鼎 - 韦建中 - 韩邠 - 王选 - 元志俭 - 李昭 |